# Sebastapistes nuchalis
Sebastapistes nuchalis är en fiskart som först beskrevs av Günther, 1874.  Sebastapistes nuchalis ingår i släktet Sebastapistes och familjen Scorpaenidae. Inga underarter finns listade i Catalogue of Life.